# Bill Kazmaier
Bill Kazmaier, född 30 december 1953 i Burlington, Wisconsin, USA, är en amerikansk före detta styrkelyftare, strongman-utövare och wrestlare. Han vann tävlingen Världens starkaste man 1980, 1981 och 1982 och blev sedan inte inbjuden förrän långt senare på grund av att han var för överlägsen. Kazmaier var den första personen att klara 300 kg i bänkpress på tävling utan bänkpresströja, han har även gjort 420 kg i knäböj, 402 kg i marklyft och över 500 kg i kronlyft.